# Eunotela pallida
Eunotela pallida är en fjärilsart som beskrevs av William Schaus 1901. Eunotela pallida ingår i släktet Eunotela och familjen tandspinnare. Inga underarter finns listade i Catalogue of Life.